# Palgon
Palgon, även stavat Baingoin, är ett härad (dzong) som lyder under prefekturen Nagchu i Tibet-regionen i sydvästra Kina.